# Psectrocladius oligosetus
Psectrocladius oligosetus is een muggensoort uit de familie van de dansmuggen (Chironomidae). De wetenschappelijke naam van de soort is voor het eerst geldig gepubliceerd in 1956 door Wuelker.